# 馬基拉-烏拉瓦省
馬基拉-烏拉瓦省（Makira-Ulawa Province）是所羅門群島中部的一個省，主島為馬基拉島。面積3,188平方公里，1999年人口31,006人。首府基拉基拉。